# 美国劳工党
美国劳工党（英語：American Party of Labor，缩写为APL）是美国的一个霍查主义政党。该党成立于2008年12月6日。该党奉行的政治思想深受美国霍查主义活动家杰克·舒尔曼、美国共产党前主席威廉·Z·福斯特和英国霍查主义理论家比尔·布兰德的影响。该党反对考茨基主义、铁托主义、托洛茨基主义、白劳德主义、赫鲁晓夫主义、欧洲共产主义、毛主义和21世纪社会主义。该党是马列主义政党和组织国际会议 (团结和斗争)的成员。该党与学生争取民主社会、美国绿党、黑人的命也是命、世界产业工人、美国教师联盟等组织开展合作。